# تپه موسی بیگ
تپه موسی بیگ مربوط به دوره اشکانیان - دوره ساسانیان - دوران‌های تاریخی پس از اسلام است و در شهرستان بروجرد، بخش اشترینان، دهستان گودرزی، ۴۰۰ متری شمال روستای چهاربره واقع شده و این اثر در تاریخ ۲۸ اسفند ۱۳۸۵ با شمارهٔ ثبت ۱۸۳۷۵ به‌عنوان یکی از آثار ملی ایران به ثبت رسیده است.